# Microthelys minutiflora
Microthelys minutiflora är en orkidéart som först beskrevs av Achille Richard och Henri Guillaume Galeotti, och fick sitt nu gällande namn av Leslie Andrew Garay. Microthelys minutiflora ingår i släktet Microthelys och familjen orkidéer. Inga underarter finns listade i Catalogue of Life.